# Ider (rivier)
Ider (Mongools: Идэр) is een rivier in Hövsgöl, Mongolië.
De 452 kilometer lange rivier mondt (samen met de Delger) uit in de Selenga.
De rivier is de helft van het jaar bevroren, en wordt voornamelijk door regenval gevoed. In de zomer kan de rivier buiten de oevers treden.